# Hieracium chrysostyloides
Hieracium chrysostyloides là một loài thực vật có hoa trong họ Cúc. Loài này được (Zahn) Chrtek f. mô tả khoa học đầu tiên năm 1995.